# Brognard
Brognard ist eine französische Gemeinde mit 477 Einwohnern (Stand: 1. Januar 2022) im Département Doubs in der Region Bourgogne-Franche-Comté.

## Geographie
Brognard liegt auf 340 m über dem Meer, etwa sechs Kilometer ostnordöstlich der Stadt Montbéliard (Luftlinie). Das Dorf erstreckt sich im Nordosten des Beckens von Montbéliard, an leicht erhöhter Lage über der breiten Talebene beim Zusammenfluss von Savoureuse und Allan.
Die Fläche des 2,90 km² großen Gemeindegebiets umfasst einen Abschnitt der leicht gewellten Landschaft im Bereich der Burgundischen Pforte (Trouée de Belfort). Der westliche Teil des Gebietes wird von der ungefähr 1,5 Kilometer breiten Talebene der Savoureuse eingenommen, die durchschnittlich auf 320 m liegt. Der Gemeindeboden reicht nicht bis an den Fluss, doch umfasst er mehrere Seen (Étangs de Brognard), die durch die Füllung ehemaliger Sand- und Kiesgruben entstanden und heute als Wassersportzentrum und Naherholungsgebiet von Montbéliard und Belfort dienen. Nach Süden erstreckt sich das Gemeindeareal in die Talebene des Allan. Am Hangfuß bei Brognard verläuft der Canal de la Haute-Saône, der mit dem Rhein-Rhône-Kanal in Verbindung steht. 
Von der Talebene erstreckt sich der Gemeindebann nach Nordosten über einen rund 30 m hohen Hang auf die angrenzenden Anhöhen, die durch verschiedene Mulden von Seitentälchen der Savoureuse untergliedert sind. Das Gebiet ist überwiegend von Acker- und Wiesland bestanden. Auf der Flur Les Épassottes wird mit 383 m die höchste Erhebung von Brognard erreicht.
Nachbargemeinden von Brognard sind Dambenois im Norden, Allenjoie im Osten, Étupes im Süden sowie Vieux-Charmont und Nommay im Westen.

## Geschichte
Seit dem Mittelalter gehörte Brognard zum Herrschaftsgebiet der Grafen von Montbéliard. Mit der Annexion der Grafschaft Württemberg-Mömpelgard (Montbéliard) gelangte das Dorf 1793 endgültig in französische Hand.

## Bevölkerung
| Jahr                       | 1962 | 1968 | 1975 | 1982 | 1990 | 1999 | 2004 | 2016 |
| Einwohner                  | 228  | 254  | 228  | 275  | 424  | 417  | 433  | 481  |
| Quellen: Cassini und INSEE |      |      |      |      |      |      |      |      |

Mit 477 Einwohnern (Stand 1. Januar 2022) gehört Brognard zu den kleinen Gemeinden des Départements Doubs. Nachdem die Einwohnerzahl in der ersten Hälfte des 20. Jahrhunderts stets im Bereich zwischen 140 und 220 Personen gelegen hatte, wurde seit Mitte der 1970er Jahre ein deutliches Bevölkerungswachstum verzeichnet. Seither hat sich die Einwohnerzahl verdoppelt.

## Wirtschaft und Infrastruktur
Brognard war bis weit ins 20. Jahrhundert hinein ein vorwiegend durch die Landwirtschaft (Ackerbau, Obstbau und Viehzucht) geprägtes Dorf. Daneben gibt es heute einige Betriebe des lokalen Kleingewerbes. Mittlerweile hat sich das Dorf auch zu einer Wohngemeinde gewandelt. Viele Erwerbstätige sind deshalb Wegpendler, die in den Agglomerationen Montbéliard und Belfort ihrer Arbeit nachgehen. Die Seen im Tal der Savoureuse dienen als Freizeit-, Vergnügungs- und Wassersportpark. Ein Teil ist auch als Naturschutzgebiet ausgewiesen.
Die Ortschaft ist verkehrstechnisch gut erschlossen. Sie liegt an einer Departementsstraße, die von Vieux-Charmont nach Dambenois führt. Der nächste Anschluss an die Autobahn A36, welche das Gemeindegebiet durchquert, befindet sich in einer Entfernung von ungefähr einem Kilometer. Eine weitere Straßenverbindung besteht mit Allenjoie.